# Kościół św. Jadwigi w Wilkowie Polskim
Kościół św. Jadwigi w Wilkowie Polskim – rzymskokatolicki kościół parafialny zlokalizowany w Wilkowie Polskim (powiat grodziski, województwo wielkopolskie). Wpisany do rejestru zabytków pod numerem 2496/A (16 stycznia 1953).

## Historia
Wieś w źródłach historycznych wzmiankowana od pierwszej pol. XIII w. Początkowo należała do rodu Awdańców, potem Wilkowskich herbu. Szreniawa, następnie Ossowskich. Parafia została erygowana ok. 1300 r. i utworzona z rozległej św. Piotra w Przemęcie. Pierwsza wzmianka o proboszczu pochodzi z 1395 r. (pleban Jan). Pierwotny kościół zbudowano w tym miejscu w XII lub XIII wieku. Pierwotny kościół parafialny założyli i uposazyli Awdancy. Obecny wzniesiony został ok. 1540 r. z fundacji Piotra Ossowskiego ówczesnego właściciela wsi. Ok. 1560 r. brat fundatora, Mikołaj Ossowski podsędek poznański i kolejny dziedzic wsi, oddał kościół innowiercom. W 1634 r. odbył się tu synod dysydencki. Kościół zwrócony został katolikom w 1644 r. dzięki staraniom bp. Andrzeja Szołdrskiego.

## Architektura

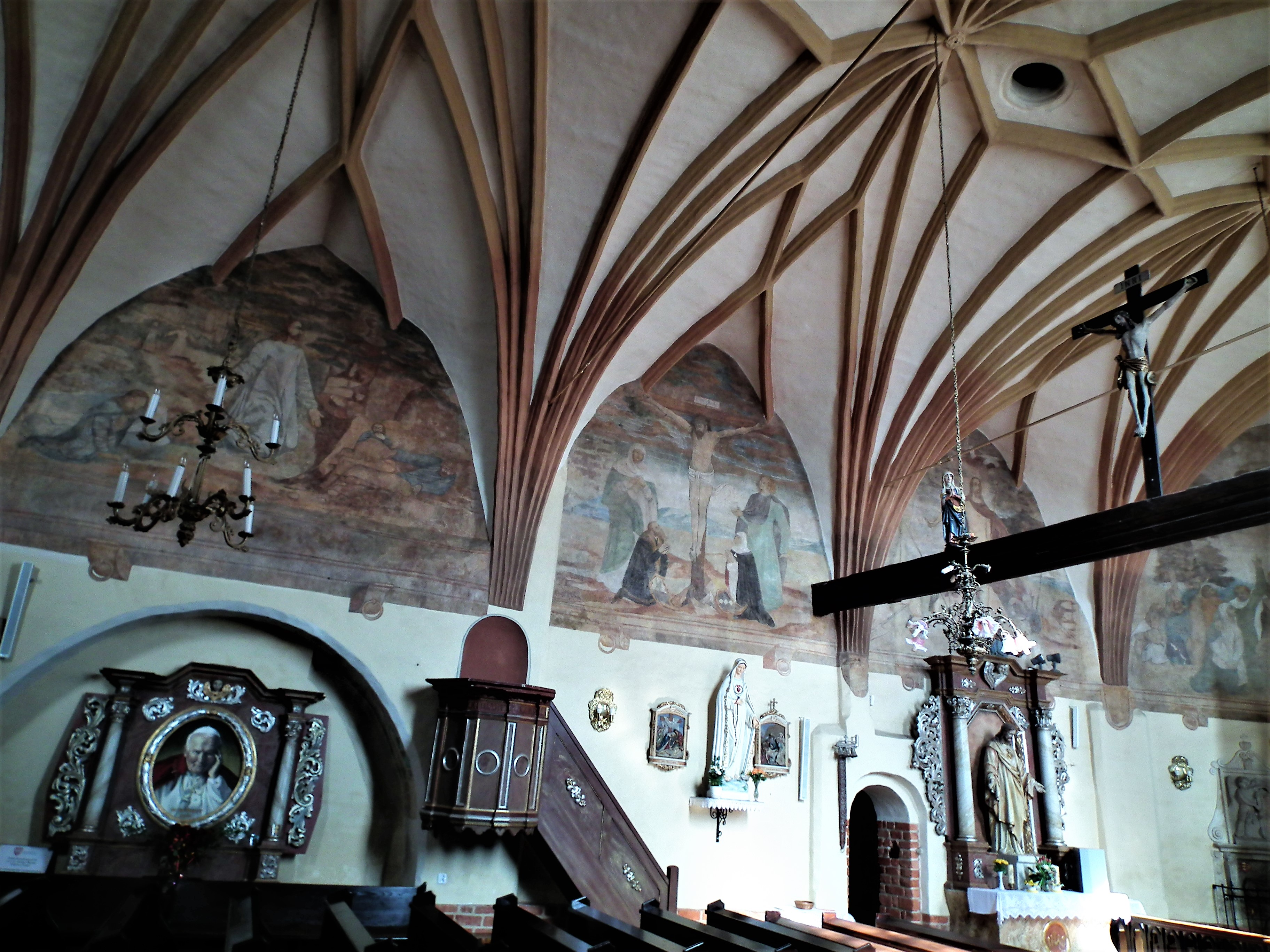
Wnętrze z polichromiami

Świątynia obecna (orientowana, halowa i jednonawowa) z zewnątrz wzmocniona szkarpami. Budowla ta powstała na planie prostokąta z trójbocznie zamkniętym prezbiterium. Kościół nakryty jest dwuspadowym dachem dachówkowym. Okna znajdują się po południowej i wschodniej stronie, są one zamknięte ostrołukiem. Reprezentuje styl późnogotycki i została wzniesiona w 1540. Fasada ozdobiona została ostrołukowymi blendami, a szczyt blendami półkolistymi, a także fryzem ceramicznym z dwoma maskami. Od północy do korpusu budowli przylegają zakrystia i skarbczyk, natomiast od południa kruchta wejściowa, którą przebudowano około 1800.  

## Wnętrze
Wewnątrz znajduje się sklepienie gwiaździste i polichromia figuralna pochodząca z około połowy XVI wieku. Była ona częściowo zrekonstruowana w latach 1969–1970. Na belce tęczowej ustawiona jest gotycka grupa pasyjna (pierwsza połowa XVI wieku). Oprócz tego na wyposażeniu świątyni są trzy barokowe ołtarze oraz późnogotyckie rzeźby. Ołtarz główny wykonany został w warsztacie snycerskim we Wschowie w 1646 r., a ufundowali go Zofia i Jerzy Iłowieccy. W polu środkowym ołtarza znajduje się wtórnie umieszczony obraz przedstawiający scenę Koronacji NMP, sygnowany S. Lewicki, 1887. Po bokach między kolumnami w dwóch strefach są malowane w kwaterach sceny: Modlitwa w Ogrójcu i Biczowanie (z lewej) oraz Cierniem Koronowanie i Niesienie Krzyża (z prawej). W górnej części umieszczony jest obraz Ukrzyżowania, a na gzymsie rzeźby św. Barbary i sw. Katarzyny, w zwieńczeniu Chrystus Zmartwychwstały. W prezbiterium umieszczono renesansowe płyty nagrobne upamiętniające Mikołaja Ossowskiego (fundatora świątyni, podsędka ziemskiego poznańskiego, który zmarł w 1575) i jego żony, Anny z Żychlińskich (zm. 1596). Obie płyty zawierają wyobrażenie leżących zmarłych. W kruchcie wisi tablica upamiętniająca 46 poległych w czasie II wojny światowej mieszkańców wsi. Obok znajduje się witraż z pracowni Marii Powalisz-Bardońskiej.

## Otoczenie
Przy kościele stoi dzwonnica przebudowana z gotyckiej wieży obronnej, najprawdopodobniej pozostałość po dawnej siedzibie właściciela (druga połowa XV wieku). O jej przeszłości świadczą wąskie okienka strzelnicze. Na teren kościelny prowadzi brama z około połowy XVI wieku. Teren kościelny otacza mur z 1712. Przy bramie znajdują się dwie figury z pierwszej połowy XIX wieku. Przy plebanii (1839) rośnie lipa o obwodzie około 410 cm. Przy kościele funkcjonuje cmentarz, na którym znajdują się m.in. nagrobki:
- księdza radcy Stanisława Cichego (1901-1990), proboszcza w Wilkowie Polskim w latach 1936-1978, więźnia niemieckiego obozu koncentracyjnego Dachau (1940–1945),
- księdza Piotra Kośmidra (19.10.1842-24.4.1920), długoletniego lokalnego proboszcza,
- księdza Henryka Bączkiewicza (14.8.1933-12.2.2003), lokalnego proboszcza[8].